# Amila Glamočak
Amila Glamočak (ur. 1966 w Sarajewie) – bośniacka wokalistka.

## Kariera muzyczna

### Początki
Karierę muzyczną rozpoczęła w piętnastym roku życia, kiedy śpiewała z Lejlą Trto w duecie Vrele Usne. Ukończyła muzykologię na Akademii Muzycznej w Sarajewie. Solową karierę zaczęła w 1992 roku. W tym samym roku śpiewała w musicalu Kosa – Anno domini 1992.

### Konkurs Piosenki Eurowizji 1996
W 1996 reprezentowała Bośnię i Hercegowinę podczas Konkursu Piosenki Eurowizji z utworem „Za našu ljubav”, zajmując 22. miejsce z 13 punktami (6 od Turcji, 3 od Malty i Chorwacji oraz 1 od Finlandii). Zanim wystartowała w konkursie, musiała przejść preselekcje, które odbyły się w Genewie. Glamočak zaprezentowała na nich 8 utworów: „Na istoj smo strani”, „Ne trebaš mi”, „Nije slucajno”, „Moja savjest”, „Ja sam rijeka”, „Muzika za laku noc”, „Ja znam” i zwycięski, „Za našu ljubav”. Podczas koncertu finałowego orkiestrą kierował Sinan Alimanović.

### Po 1996
Rok po konkursie wydała swój pierwszy album, zatytułowany Imaš me u šaci. W 1998 roku zwyciężyła festiwal w Bihaću, a w 2002 wydała drugą płytę, Sunce. Dwukrotnie startowała także w bośniackich eliminacjach do Konkursu Piosenki Eurowizji: w 2001 z utworem „Ljubi me sad” zajęła 5. z 61 punktami, a w 2003 z piosenką „Mac sa oštrice dvije” – 4. z 78 punktami.

## Dyskografia

### Albumy studyjne
- Imaš me u šaci (1997)
- Sunce (2002)

## Życie osobiste
Była zamężna z Admirem Glamočakiem, z którym miała syna Adiego. Po rozwodzie zniknęła z życia publicznego, a później zamieszkała w Turcji, gdzie ponownie wyszła za mąż.